# Elizabeth Connell
Frances Elizabeth Connell (22 tháng 10 năm 1946 – ngày 18 tháng 2 năm 2012) là một giọng nữ cao đến từ nam Phi, sự nghiệp âm nhạc của bà chủ yếu gắn liền với Anh và Úc.
Connell sinh ra ở Port Elizabeth, Nam Phi vào năm 1946, là con của một người cha Công giáo Anh từ Yorkshire và một người mẹ Tin lành Ireland đến từ Ulster, bà là một trong năm người con trong gia đình. Bà học nhạc tại Đại học Witwatersrand, và sau khi lấy bằng tốt nghiệp của mình, bà dạy địa lý ở trường trung học.
Connell đã đạt được học bổng opera của Trung tâm Opera London, và đến Vương quốc Anh vào năm 1970. Giáo viên của bà ở đó là Otakar Kraus. Năm 1972, bà là người chiến thắng giải Maggie Teyte dành cho các nhạc sĩ trẻ, và cũng đã có buổi ra mắt chuyên nghiệp tại Wexford Festival Opera, bà không thể xuất hiện trong các nhà hát opera ở Anh vì là một người Nam Phi da trắng trong thời kỳ phân biệt chủng tộc. Bà sau đó đã được nhập quốc tịch Ireland thông qua ông nội của mình. Theo lời mời của Edward Downes, bà hát tại lễ khai mạc Nhà hát Opera Sydney trong vở kịch Chiến tranh và Hòa bình của Prokofiev vào năm 1973 với vai Công chúa Marya, và bà tiếp tục gắn bó sự nghiệp ca hát Opera của mình tại Úc. Sự nghiệp âm nhạc tại Vương quốc Anh của bà đã chiếm được sự nổi bật hơn sau sự xuất hiện của bà tại Đêm nhạc đầu tiên của năm 1975 trong bản giao hưởng số 5 của Mahler. 
Năm 1983, Connell chuyển sang hát với tư cách là một giọng nữ cao, bằng cách hủy bỏ tất cả các cam kết của mình cho các phần mezzo, và dành thời gian để chuyển tiếp dần dần thành các vai nữ cao. Những màn trình diễn đầu tiên của bà với tư cách là một giọng nữ cao bao gồm Corine trong vở Anacréon của Luigi Cherubini, Fiordiligi (Così fan tutte) và Julia trong La Vestale của Gasparo Spontini. Năm 2004, bà hát vai Leonore trong một buổi biểu diễn vở Fidelio tại Nhà hát Opera Cape đã tổ chức tại Đảo Robben, kỷ niệm 10 năm sau khi Nelson Mandela được thả ra khỏi nhà tù ở đó.
Buổi biểu diễn cuối cùng của Connell là một buổi biểu diễn vào ngày 27 tháng 11 năm 2011 tại Hastings. Bà đã định nghỉ hưu ở Úc, nhưng việc bị chẩn đoán mắc ung thư của bà đã ngăn chặn điều này. Bà mất tại London vào ngày 18 tháng 2 năm 2012, 65 tuổi. Trước đó, bà đã kết hôn với nam tước Robert Eddie năm 1987.